# Casquette Bigeard

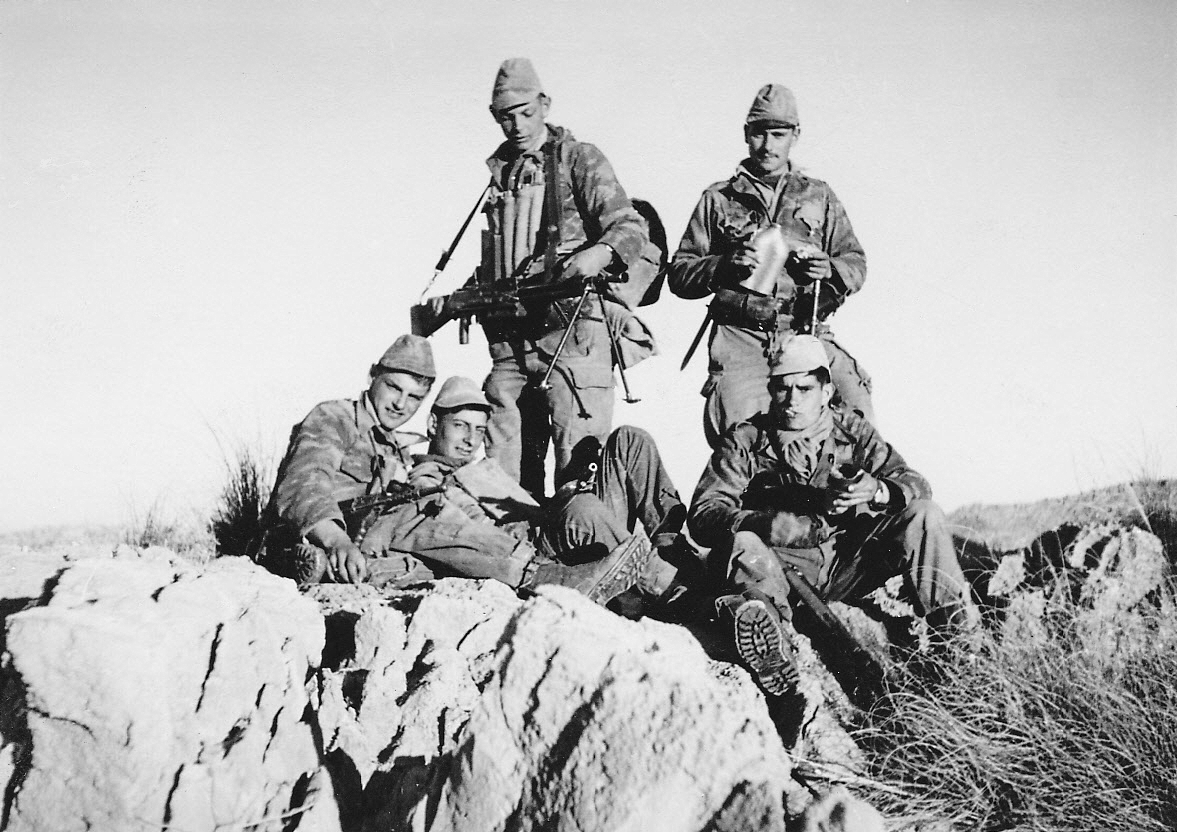
Commandos français de chasse portant des casquettes Bigeard.

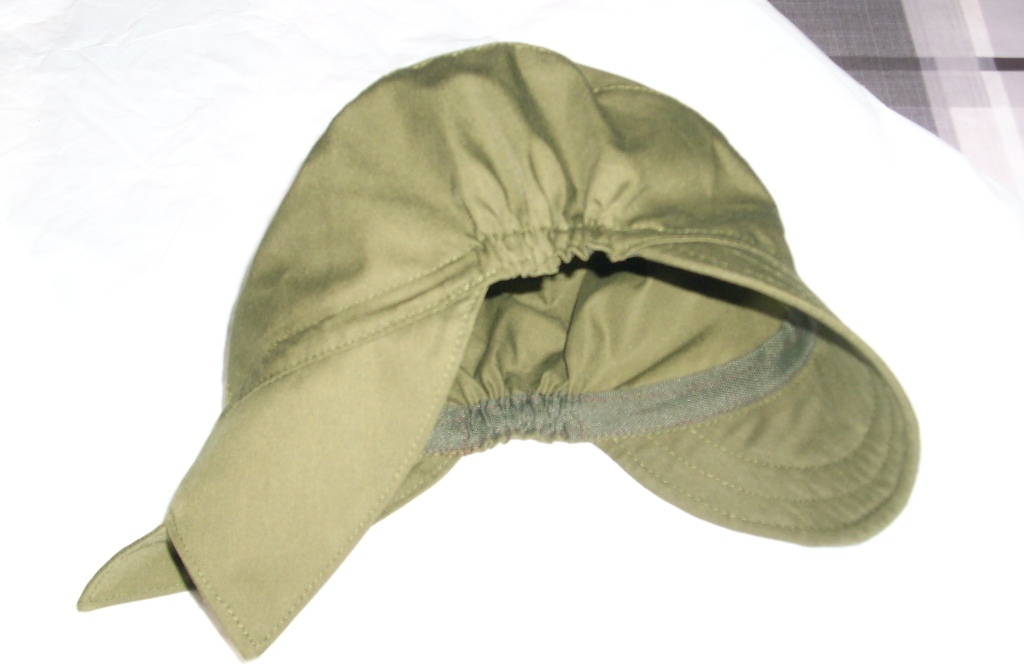
Version Olive.

La casquette Bigeard est une casquette de campagne portée par l'armée française et plusieurs autres. Elle aurait été inventée par le général français Marcel Bigeard, pour remplacer le couvre-chef coloré et moins pratique que portait l’armée française lors de sa guerre en Indochine et en Algérie.
La casquette Bigeard est un bonnet en tissu avec une visière courte. Produit à l'origine dans le camouflage lizard, elle a ensuite été produite en vert olive et divers motifs de camouflage, y compris , en camouflage Europe centrale et dans le camouflage Daguet. La casquette est plutôt un calot à visière et est disponible avec ou sans rabat sur la nuque pour la protection solaire.

## Utilisateurs

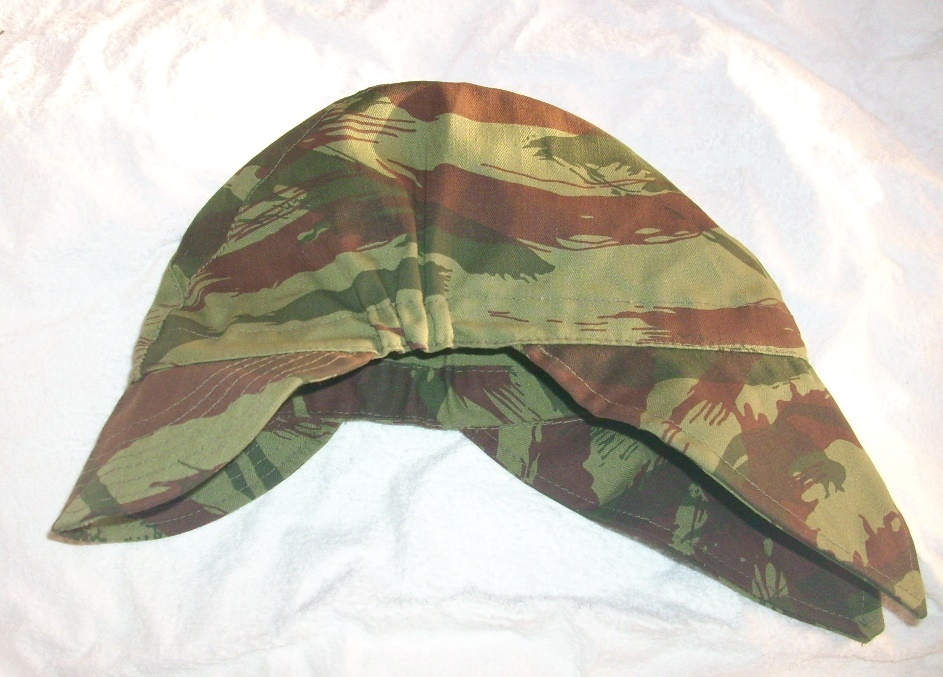
"Quico" portugais.

Plusieurs armées ont copié le dessin, l'armée rhodésienne en tant que "swallowtail cap", en anglais ou "Quico" (prononcé kiko) en Lizard portugais,.

## Voir également
- Sen bou casquette de campagne de l'ancienne armée impériale japonaise avec laquelle le Bigeard est similaire en termes de forme et de fonction.
- Casquette de patrouille